# Папян Асмік Арутюнівна
Асмік Арутюнівна Папян (вірм. Հասմիկ ՊապյանՀասմիկ Պապյան; нар. 1961) — радянська і вірменська оперна співачка. Газета The Washington Post назвала її «кращою живою Нормою».

## Біографія
Народилася 2 вересня 1961 року в Єревані, Вірменська РСР.
У 1982 році закінчила Єреванську державну консерваторію імені Комітаса по класу скрипки, а в 1985 році — вокальний факультет (керівник М. А. Арутюнян).
Професійну кар'єру Асмік Папян починала в Єреванському оперному театрі опери та балету імені Спендіарова. Виступала в СРСР і за кордоном. У 1993 році, після перемоги на кількох міжнародних конкурсах, була запрошена до Боннського оперного театру.
Асмік Арутюнівна виконала безліч оперних ролей у багатьох театрах світу, серед яких: Донна Анна в «Дон Жуані», Рахіль в «Жидівка», Леонора в «Силі долі», Абігайль в «Набукко», Ліза в «Піковій дамі» і головні партії в «Тосці» та «Аїді» у Віденській державній опері; Абігайль в «Набукко» в міланській Ла Скала, роль Аїди в барселонському Театр дель Лісеу; Матильда у «Вільгельмі Телле» і Ліза в «Піковій дамі» в паризькій Опері Бастилії; Аїда, Норма, леді Макбет і Леонори в «Трубадурі» в нью-йоркській Метрополітен-опері. Окрасою репертуару співачки є партія Норми в «Нормі» Вінченцо Белліні, яку вона виконувала в багатьох містах Європи та США.
За час своєї артистичної кар'єри Асмік Папян виступала з видатними диригентами і багатьма світовими оперними зірками.
В даний час співачка живе у Відні і виступає на сцені Віденської державної опери і Метрополітен-опери. Періодично буває з концертами на своїй батьківщині.

## Заслуги
- Асмік Папян була призначена культурним послом Вірменії в світі за її внесок у розвиток вірменської культури.
- Удостоєна звання Народної артистки Вірменії в 2004 році.
- У 2005 році за ініціативою Католікоса всіх вірмен Гарегіна II була нагороджена орденом «Святі Саак і Месроп».